# Bulkington (Wiltshire)
Pour les articles homonymes, voir Bulkington.
Bulkington est une paroisse civile et un village du Wiltshire, en Angleterre.